# جيمس إتش كون
جيمس إتش كون (بالإنجليزية: James Hal Cone)‏ هو عالم عقيدة أمريكي، ولد في 5 أغسطس 1938 في فورديس في الولايات المتحدة، وتوفي في 28 أبريل 2018 في نيويورك في الولايات المتحدة.